# Kaple svatého Floriána (Rousínov)
Kaple svatého Floriána stojí na konci Sušilova náměstí v Rousínově v okrese Vyškov. Je kulturní památkou a náleží římskokatolické farnosti Rousínov u Vyškova.

## Historie
Barokní kaple byla postavena v letech 1727–1728 u hlavní silnice ve východní části dnešního Sušilova náměstí a byla zasvěcena svatému Floriánovi jako ochránci města Rousínova před požáry. V roce 2021 bylo provedeno statické zajištění a sanační opatření (porušení statiky ve stěně mezi sakristií a kněžištěm).

## Popis
Kaple svatého Floriána je barokní samostatně stojící zděná omítaná orientovaná jednolodní stavba ukončena půlkruhovým závěrem a přistavěnou sakristií. Fasáda je členěná lizénami, korunní římsou a v bocích dvěma okny ukončenými segmentovým záklenkem. Závěr je prolomen třemi okny ukončenými segmentovým záklenkem. Vstupní průčelí je zdobeno rohovými pilastry s římskou hlavicí. V ose průčelí je prolomen vchod, nad ním je okno a v trojúhelníkovém štítu kruhové okno. Vchod je obdélný ukončený segmentovým záklenkem a profilované ostění vchodu je ukončeno klenákem. Okno nad vchodem v jednoduché šambráně je sklenuto segmentově. Loď kaple má sedlovou střechu, nad závěrem je střecha valbová. Na hřbetu sedlové střechy je polygonální sanktusník.
V interiéru je kněžiště zaklenuto konchou. Loď má dvě pruské placky mezi dvojicemi pasů. Pod klenbou probíhá kordonová římsa. Obdélná sakristie má plochý strop. Pod postavou svatého Floriána na oltářním obraze je vyobrazeno rousínovské náměstí.